# Josef Leja
Josef Leja (in ebraico יוסף לז'ה‎?; Pitești, 31 dicembre 1948) è un ex cestista israeliano.

## Carriera
Con Israele ha partecipato ai Campionati europei del 1971.

## Palmarès
- Campionato israeliano: 8

Maccabi Tel Aviv: 1966-67, 1967-68, 1969-70, 1970-71, 1971-72, 1972-73, 1973-74, 1974-75
- Coppa di Israele: 5

Maccabi Tel Aviv: 1969-70, 1970-71, 1971-72, 1972-73, 1974-75